# Ailuravus
L'ailuravo (gen. Ailuravus) è un roditore estinto, vissuto nell'Eocene medio (circa 45 milioni di anni fa). I suoi resti fossili sono stati ritrovati in Europa (Francia, Germania, Regno Unito).

## Descrizione
Grazie a resti fossili conservati perfettamente, si conosce molto bene l'anatomia di questo animale. Ailuravus era un grande roditore, con un cranio lungo circa 10 centimetri, un corpo di circa 40 centimetri e una coda di circa 60 centimetri. In totale, un esemplare adulto di Ailuravus poteva oltrepassare facilmente il metro di lunghezza.
Il cranio era robusto e possedeva una dentatura arcaica, meno complessa di quella dei roditori coevi. I molari possedevano una corona bassa e smalto dalle alte creste crenulate, in misura analoga a quella di alcuni scoiattoli volanti attuali. Le zampe erano munite di forti artigli, mentre una densa pelliccia ricopriva il dorso, così come la lunga coda.

## Classificazione

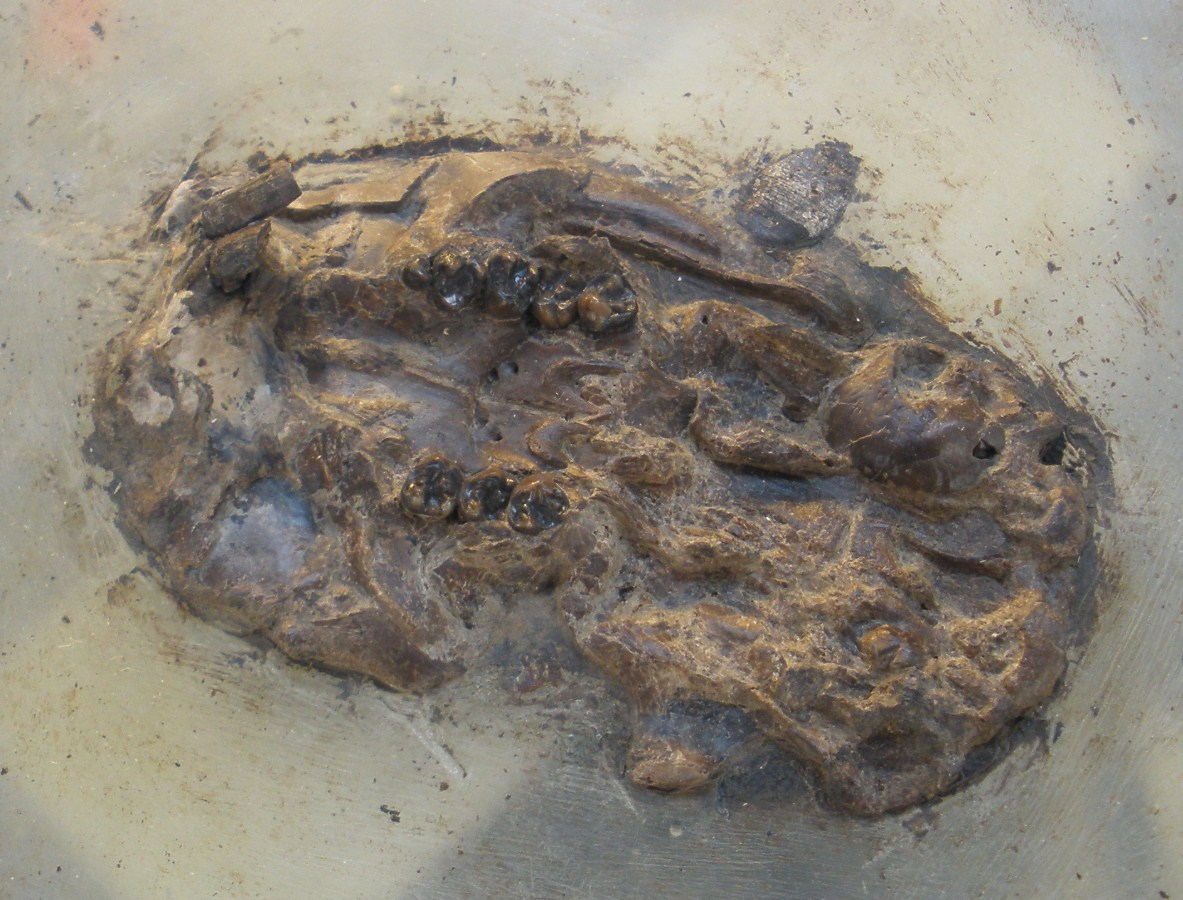
Cranio di Ailuravus macrurus

Ailuravus era un rappresentante tipico degli ailuravini, un gruppo di roditori arcaici, ancor più primitivi dei coevi ischiromiini (come Ischyromys). Gli ailuravini furono tra i primi rappresentanti dei roditori ad apparire nelle foreste europee, dopo aver fatto la loro comparsa in Nordamerica e in Asia; l'ailuravino colonizzatore fu Meldimys, che dopo pochi milioni di anni si estinse e venne sostituito dal più grosso Ailuravus. La specie più nota, A. macrurus, è stata ritrovata nel ben noto giacimento di Messel. Altre specie attribuite al genere sono A. picteti e A. stehlinschaubi.

## Paleoecologia e paleobiologia
I fossili di Ailuravus sono stati ritrovati nel ben noto giacimento di Messel, che ha restituito numerosi altri resti fossili di animali che vivevano nei pressi di una laguna nell'Eocene medio. I fossili dalla conservazione eccezionale hanno permesso di ricostruire in dettaglio Ailuravus e di ipotizzare la sua biologia. La dentatura di Ailuravus, simile a quella degli scoiattoli volanti che si nutrono di foglie, indica che anche questo animale doveva avere una dieta simile. Alcuni esemplari fossili conservano inoltre contenuti dell'intestino, che contengono frammenti di foglie del genere Polyspora, un membro della famiglia dell'albero del tè presente tuttora nell'Asia meridionale. Lo stile di vita di Ailuravus doveva assomigliare a quello degli scoiattoli giganti asiatici del genere Ratufa, animali arborei che si nutrono di foglie.